# Нелидовский машиностроительный завод
ОАО «Нелидовский машиностроительный завод» — российская компания, выпускающая торфяные машины, автомобили-сортиментовозы, прицепное оборудование, гидроманипуляторы. Расположена в городе Нелидово (Тверская область) .

## История завода
Нелидовский завод торфяного машиностроения (НЗТМ) возводился в период с 1961 по 1964 годы. В 1965 году 13 февраля завод был включен в число действующих предприятий. После ввода в эксплуатацию завод становится одним из ведущих предприятий страны по производству торфяных машин. Продукция завода: Пневматический подборщик фрезерного торфа (ППФ-3). НЗТМ также производил и производит прицепную технику для торфодобывающей отрасли: каналоочистители РК-0А, МР-14, корчеватели пней МТП-81, МТП-84, гусеничные прицепы-самосвалы МТП-24 и даже прицеп-самосвал на санном ходу. На заводе изготавливались и изготавливаются бульдозерные отвалы для тракторов: ДТ-75, ДТ-75Б, Т-100, Т-130, Т-170. Производили снегоочистительное оборудование, торфяные машины Нелидовского завода экспортировались в Польшу, Финляндию , Германию , Чехословакию и на Кубу.

В начале 90-х предприятие становится структурным подразделением концерна «ЛЕСМАШ» и переименовывается в Нелидовский машзавод. После приватизации в 1992 году завод превращается в ОАО «Нелидовский машиностроительный завод». С этого момента колесная техника становится новым направлением деятельности завода и основным видом продукции становится производство автолесовозной техники .

### Выпускаемая продукция
Основным видом деятельности ОАО «Нелидовский машиностроительный завод» является производство автолесовозной техники.
- Автомобили-сортиментовозы
- Прицепное оборудование
- Гидроманипуляторы
- Торфяные машины для подготовки торфяных полей
- Ножи для отвалов
- Ремонт гидроманипуляторов
- Запасные части к торфяному оборудованию

## Галерея
- Корчеватели пней (peat machine)
- Гусеничные прицепы-самосвалы МТП-24
- Гусеничные прицепы-самосвалы МТП-24
- Гусеничный прицеп-самосвал МТП-24
- Гусеничный прицеп-самосвал МТП-24
- Гусеничный прицеп-самосвал МТП-24